# Wustermark
Wustermark – gmina w Niemczech w kraju związkowym Brandenburgia, w powiecie Havelland.
Gmina Wustermark założona została w 2002 przez połączenie pięciu gmin Buchow-Karpzow, Elstal, Hoppenrade, Priort i Wustermark, które obecnie są dzielnicami gminy.

## Osoby urodzone w Wustermark
- Jutta Lau - wioślarka